# Demokratikus Progresszív Párt
A Demokratikus Progresszív Párt (egyszerűsített kínai: 民主进步党, hagyományos kínai: 民主進步黨, pinjin: Mínzhǔ Jìnbù Dǎng, magyaros: Mincsu Csinpu Tang; rövidítése: DPP) tajvani liberális nézeteket valló párt, mely a Tajvan függetlenségét szorgalmazó Pan-Green Coalition („zöld tábor) vezetője. 1986. szeptember 28-án jött létre.

## Politikai nézetei

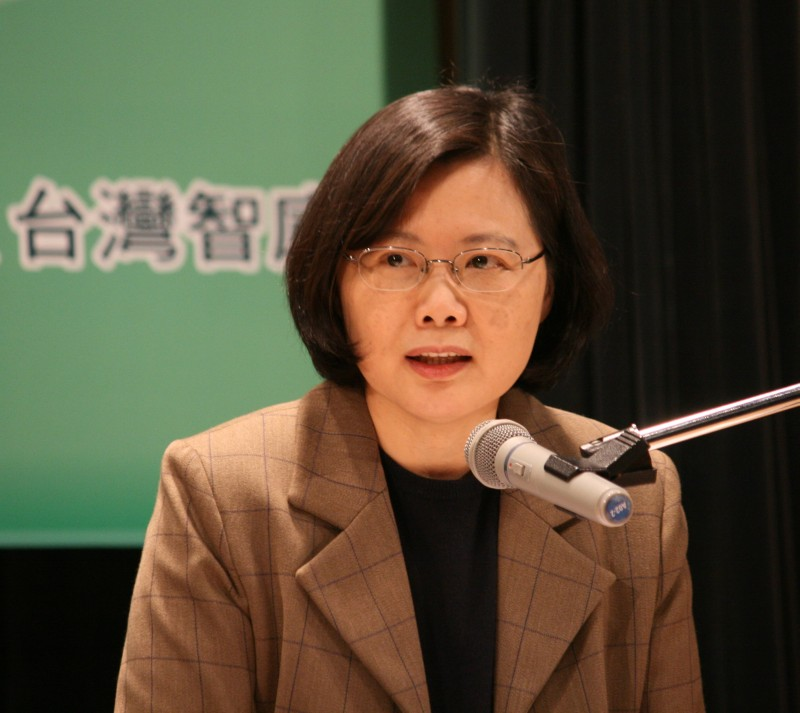
Caj Jing-ven (Cài Yīngwén), a DPP elnöke

A párt hivatalosan a függetlenséget támogatja, gyakorlatilag azonban a Kuomintanghoz hasonlóan a status quo ideiglenes fenntartása mellett voksol, mivel a közvélemény és a párttagok nagy része nem akarja provokálni Kínát.
Az 1999-es nyolcadik kongresszuson a párt a következőket fogadta el irányvonalként:
- Tajvan független állam, melynek hivatalos neve Kínai Köztársaság.
- A status quo megváltoztatásához népszavazást kell kiírni.
- Tajvan nem része a Kínai Népköztársaságnak, sem a kínai „egy ország – két rendszer” elvnek.
- Kínának és Tajvannak keresnie kell a békés kommunikációs lehetőségeket a kölcsönös megegyezés érdekében.